# Омельницька сільська рада (Оріхівський район)
| Омельницька сільська рада — колишній орган місцевого самоврядування у Оріхівському районі Запорізької області з адміністративним центром у с. Омельник. Історична дата утворення: 7 січня 1967 року. Водоймища на території, підпорядкованій даній раді: р. Жеребець. Сільській раді підпорядковані населені пункти: - с. Омельник - с. Свобода - с. Червоний Яр - с. Широке |

## Склад ради
Рада складається з 12 депутатів та голови.

### Керівний склад ради
| ПІБ                          | Основні відомості                                                                       | Дата обрання | Дата звільнення |
| ---------------------------- | --------------------------------------------------------------------------------------- | ------------ | --------------- |
| Паустовська Лариса Пилипівна | Сільський голова, 1962 року народження, освіта, позапартійна                            | 26.03.2006   | 31.10.2010      |
| Ткаченко Світлана Іванівна   | Сільський голова, 1972 року народження, освіта середня спеціальна, член Партії регіонів | 31.10.2010   |                 |

Примітка: таблиця складена за даними джерела